# Saint-Hymetière
Saint-Hymetière ist eine Ortschaft in der französischen Gemeinde Saint-Hymetière-sur-Valouse und eine ehemalige Gemeinde mit zuletzt 105 Einwohnern (Stand 1. Januar 2016) im Département Jura in der Region Bourgogne-Franche-Comté. Sie gehörte zum Arrondissement Lons-le-Saunier und zum Kanton Moirans-en-Montagne.
Die Gemeinde Saint-Hymetière wurde am 1. Januar 2019 mit Lavans-sur-Valouse, Chemilla und Cézia zur Commune nouvelle Saint-Hymetière-sur-Valouse zusammengeschlossen.

## Geografie
Der Fluss Valouse bildete im Westen die Gemeindegrenze. Saint-Hymetière grenzte im Norden an Arinthod, im Osten an Cézia, im Südosten an Chemilla, im Südwesten an Vosbles-Valfin sowie im Westen an Genod.

## Bevölkerungsentwicklung
| 1962 | 1968 | 1975 | 1982 | 1990 | 1999 | 2008 | 2016 |
| ---- | ---- | ---- | ---- | ---- | ---- | ---- | ---- |
| 66   | 55   | 48   | 46   | 62   | 68   | 74   | 105  |

## Sehenswürdigkeiten
Die romanische Kirche St-Hymetière wurde am 22. Oktober 2013 zu einem Monument historique erklärt.

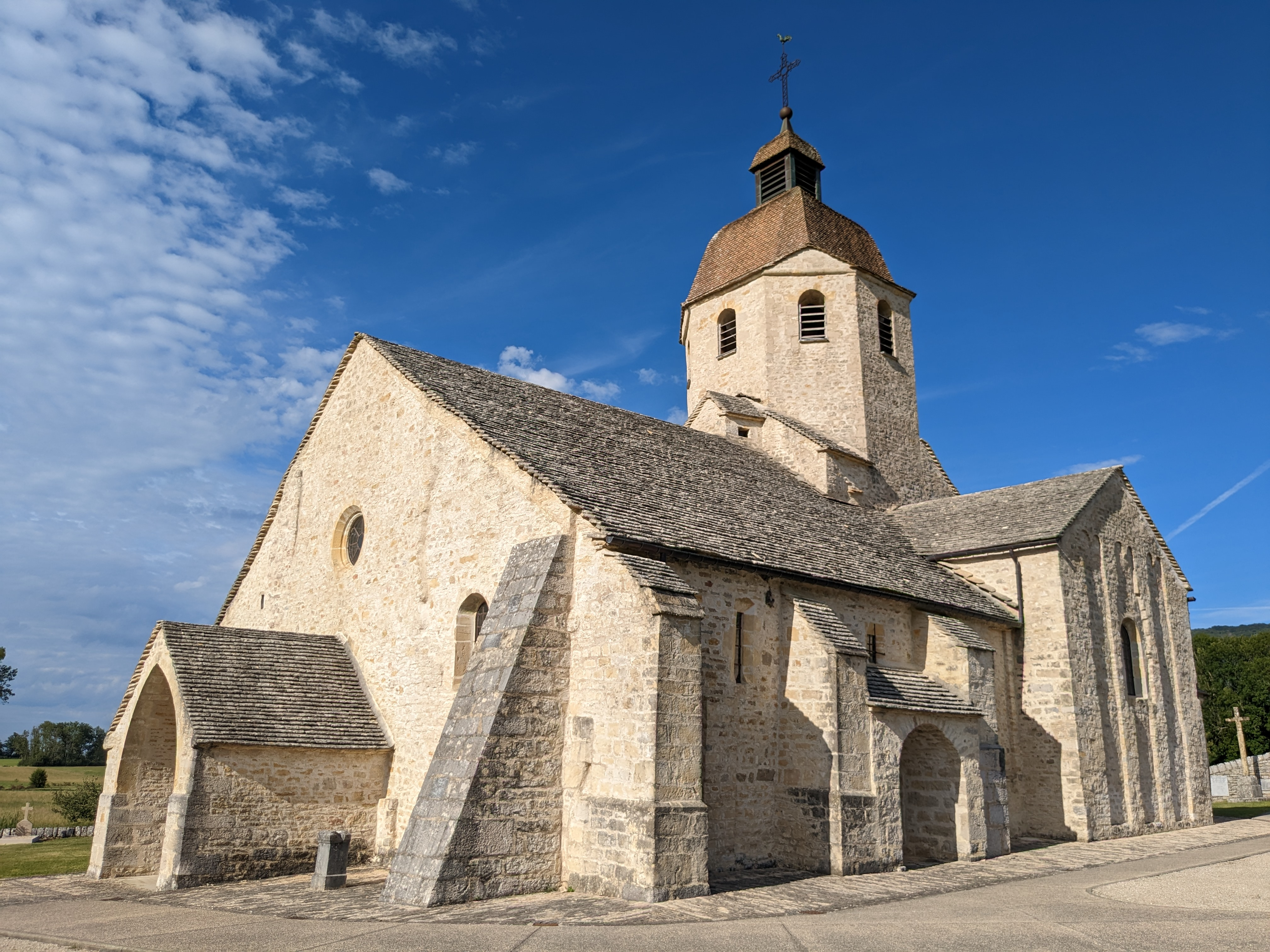
Kirche Saint-Hymetière
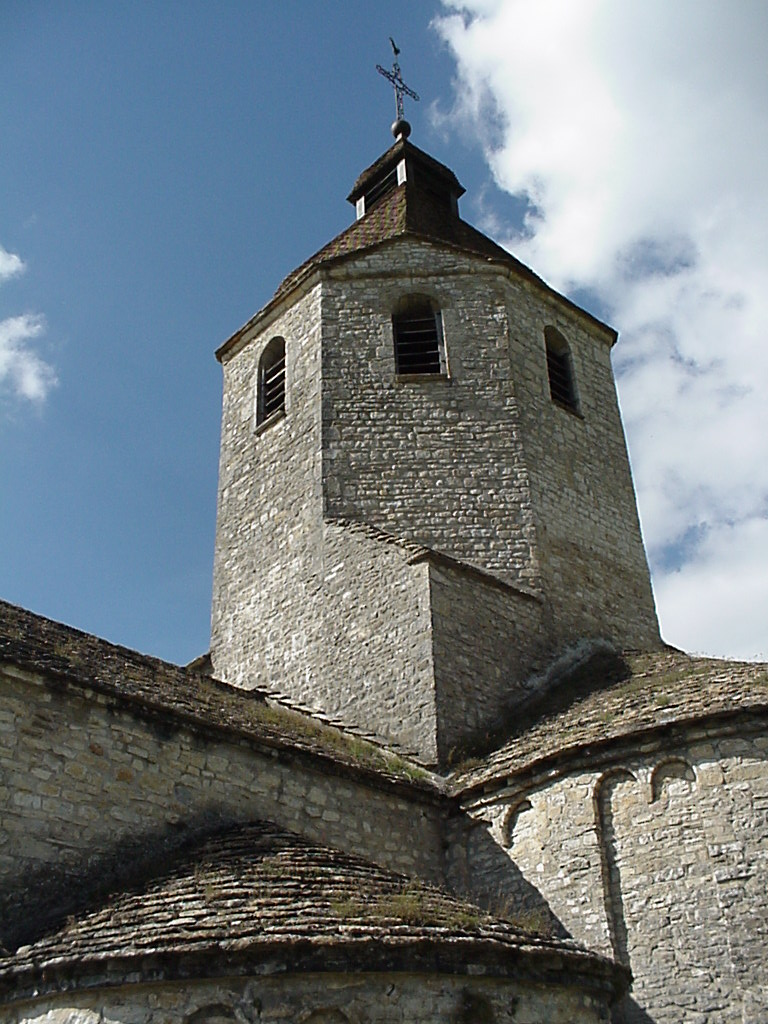
Kirchturm